# Donald Kalpokas
Donald Masike'Vanua Kalpokas, né le 23 août 1943 sur l'île Lelepa (Nouvelles-Hébrides) et mort le 20 mars 2019, est un homme d'État et un diplomate vanuatais, Premier ministre à deux reprises.

## Biographie
Cofondateur du parti indépendantiste et socialiste Vanua'aku Pati, il prend une part importante dans le processus qui mène à l'indépendance de Vanuatu (1980). En 1983, il devient ministre des Affaires étrangères mais abandonne son poste après quelques mois. En 1987, il obtient le même portefeuille, qu'il conserve cette fois jusqu'en 1991. 
Le 6 septembre 1991, avec plusieurs autres membres du parti, il refuse de voter la confiance au Premier ministre Walter Lini et fait tomber le gouvernement. Il assume la fonction de Premier ministre jusqu'aux élections. Celles-ci étant remportées par l'opposition, Kalpokas laisse le poste de Premier ministre le 16 décembre 1991. Quant à Lini, il quitte le Vanua'aku Pati pour fonder un autre parti, le Parti national uni.
En mars 1998, la Vanua'aku Pati et le Parti national uni remportent les élections et forment un gouvernement de coalition. Kalpokas devient Premier ministre le 30 mars. Après la mort de Lini, en février 1999, le gouvernement est fragilisé. Le 25 novembre 1999, il démissionne pour éviter un vote de non-confiance.
En 2001, il abandonne la tête du parti. Il est candidat à l'élection présidentielle de 2004, mais se retire après le premier tour. Le 6 novembre 2007, il est nommé représentant permanent de Vanuatu à l'ONU.